# Цариградски бедеми
Цариградски бедеми представљају један од најмонументалнијих и најбољих примера фортификационе архитектуре на свету. Сматра се да су практично неосвојиви у случају када у граду има довољно бранилаца да их опслуже, а током своје миленијумске улоге у заштити Цариграда поклекли су само два пута:
- пред крсташима IV крсташког похода током 1203. односно 1204. године (види: Пад Цариграда (1204))
- и, коначно, пред Турцима који су 1453. године заузели град и уништили Византијско царство. (види: Пад Цариграда (1453))

Због њиховог значаја УНЕСКО је копнени део бедема уврстио на своју листу светске баштине 1980. године.

## Делови Цариградских бедема
Цариградске бедеме формира 5 засебних целина:
1. Бедем Акропоља — Бедеми античког Византиона
2. Унутрашњи бедем — Константинов бедем
3. Морски бедем
4. Копнени бедеми — Двоструки бедеми Теодосија II и Влахернски бедем
5. Бедеми градских четврти — Бедеми који су опасивали градска насеља:Фанар, Петрион и Псаматију

- Бедеми Пере — Бедеми који су опасивали Перу (Галату) која се налазила на другој обали Златног рога.
- Дуги бедем Тракије — Анастасијев бедем који је Анастасије I подигао на удаљености од око 65km од града и који су се простирали од Црног до Мраморног мора у дужини од око 50km.

### Константинов бедем
Константинов бедем је представљао прву копнену линију одбране Цариграда. Подигнут је 328. године по налогу Константина Великог (по коме је и добио назив) са циљем заштите нове престонице која је по његовом налогу подигнута 324. године на темељима античког Византиона као Нови Рим. Сам Цар је пешице оружан копљем прошао од Златног рога до Мраморног мора и означио путању будућег бедема и границу новог града који ће ускоро понети његово име. О монументалности Константиновог бедема најбоље сведочи чињеница да су Готи 378. године, после победе код Хадријанопоља дошли до Цариграда, али су одустали од напада на град застрашени моћним изгледом копненог бедема.

### Теодосијеви бедеми
Теодосијеви бедеми се састоје од три линије одбране:
1. Унутрашњи бедем испред кога се простирао међупростор зван Периболос
2. Спољашњи бедем испред кога се простирао међупростор зван Паратехион
3. Ниски бедем испред кога се простире широки шанац испуњен водом

#### Унутрашњи бедем
Унутрашњи бедем је представљао најјачи део Теодосијевих бедема. Висок је око 9.2m са спољашње односно око 12m са унутрашње тј. градске стране. Дебљина бедема се креће од 4.1m при врху до 4.7m у темељу. На врху бедема се налази грудобран висине око 145cm иза кога се простирала широка стаза. На врх бедема се излази каменим степеницама постављеним спорадично уз унутрашњи део бедема. Бедем је био ојачан кулама које су изграђене као засебне грађевине, иако су са бедемом чиниле део исти дефанзивни систем, чиме је постигнуто да рушење дела бедема не изазове и урушавање куле која се на њега наслањала.

##### Куле унутрашњег бедема
Куле се налазе на међусобној удаљености од 52.5m до 54.3m. Њихова висина се креће од 17.1m до 18m, док им се радијус кретао од 5.4m до 10.2m. Основа кула је најчешће била правоугаона, али је било и кула са:
- Шестоугаоном (хексагоналном) основом
- Седмоугаоном (хептагоналном) основом
- Осмоугаоном (октогоналном) основом

Куле су каменим сводовима подељене на две просторије,горњу и доњу, док се на врху налази тераса окружена грудобраном. Ове две просторије нису директно повезане, чиме је омогућено да уколико непријатељ продре у доњу просторију, бранитељи из горње просторије могу несметано да наставе дефанзивно дејство по нападачима.
- Доња просторија служи као складиште или барака за смештај стражара. У њу се улази са градске стране кроз велики лучни свод који јој обезбеђује ваздух и светлост, јер се са спољашње стране налазило само неколико пушкарница. У неким кулама се налазе мала врата кроз која се пролази у Периболос.
- Горња просторија се користи као соба стражара. Њени прозори је снабдевају са довољном количином ваздуха и светлости, док истовремено стражарима пружају одличан поглед на спољни део града и омогућују несметано дејство на непријатеља свим врстама лаких пројектила. У њу се улази кроз лучни свод са врха бедема у чијем се нивоу налази њен под.
- Тераса са грудобраном налази се на врху куле и до ње се стиже преко степеница испод којих се налази лучни улаз у горњу просторију. Током опсаде се на њу може поставити балиста, мањи катапулт или топ.

#### Периболос
Периболос је брисани простор који се простире између унутрашњег и спољашњег бедема. Ширина му се креће од 15 m до 19.2m. Значај Периболоса био је током опсада када су у њему биле стациониране трупе које су браниле и опслуживале спољашњи бедем.

#### Спољашњи бедем
Спољашњи бедем се простире између Периболоса и Паратехиона. Његова висина је од 3 m са унутрашње до 8.3m са спољашње стране. Доњи део бедема је изграђен од пуног камена, док је горњи део изграђен од лучно засвођених просторија дубине око 2.6m које се завршавају пушкарницама. Над овим луковима је подигнута стаза са грудобраном која чини горњи део спољашњег бедема. Као и код спољашњег бедема и на врх спољашњег бедема се излази спорадично постављеним каменим степеницама, а куле су грађене као засебне грађевине.

##### Куле спољашњег бедема
Куле спољашњег бедема су постављене између две куле унутрашњег бедема. Висина им се креће од 9 m до 10.5m, са дужином од око 4.8m. Приликом градње Теодосијевих бедема на спољашњем зиду су се наизменично смењивале куле са основом издуженог квадрата односно полумесеца, али је током векова обнављања бедема та правилност нарушена.
Куле су поред терасе са грудобраном до које се стиже каменим степеницама са врха бедема имају и просторију у унутрашњости која је у висини Периболоса и која се спољашње стране има пушкарнице или отворе за мале топове. Најдоњи део куле је био од пун од чврстог материјала, али се у основи квадратних кула налази мала просторија у коју се улази из Паратехиона и која је подземним пролазом била повезана са унутрашњошћу града.

#### Паратехион
Паратехион је брисани простор између спољашњег и ниског бедема чије је ширина око 18.3m. Његова улога је била да приликом опсаде одаљи нападаче и браниоце и омогући опсађенима да дејствују по противнику који напредује.

#### Ниски бедем
На унутрашњој обали шанца налази се ниски бедем односно грудобран висине око 2 m који се уздиже над унутрашњим каменим ојачањем шанца.

#### Шанац
Прву линију одбране града чинио је велики шанац испуњен водом, ширине око 18.3m и дубине око 6 m. Он је са обе стране био ојачан каменим зидом дебљине око 1.5m. Шанац је спорадично испрекидан ниским зидом који га дели у неколико преграда, док се у његовој унутрашњости налази сакривени тунел којим се опсађени град снабдевао водом.

#### Капије
На Теодосијевом бедему се налази неколико великих капија које се могу поделити на:
- Јавне, које су имале имена и пред којима се налазио мост преко шанца

и
- Војне, које су биле означене бројевима и којима стизало у различите делове утврђења

које су се наизменично мењале дуж бедема.
Велике капије су састављене од великог лучног отвора у унутрашњем бедему ојачаног са по кулом на обе стране. На њу се надовезивао лучни отвор у спољашњем бедему, испред кога се налазио отвор у ниском бедему који се налазио на почетку моста који је водио преко шанца.
Списак капија:
1. Прва војна капија (Христова капија)
2. Златна капија уз коју се налази Орлова капија (Једикуле капија)
3. Друга војна капија (капија Деутероу,Београдска капија)
4. Изворска капија (капија Пеге,Силиври капија)
5. Трећа војна капија (капија Теодосија II)
6. Капија Региум (капија Црвених,капија Јени Мевлихане)
7. Четврта војна капија
8. Романова капија (капија светог Романа,Топовска капија)
9. Пета војна капија (Кучум капија)
10. Капија Харсиус (капија Полиандриу,Једренска капија)
11. Ксилокеркоу капија или Керкопорта (Циркуска капија)

##### Романова капија
Романова капија, односно V војна капија (војна капија Светог Романа), налази се на копненим бедемима у Цариграду и сматра се да је крај ње у борби погинуо последњи византијски цар Константин XI Драгаш (1449—1453) у завршним борбама током османског заузећа града. Смештена је између цивилних капија Светог Романа и Харсијус, у долини Ликоса. Формира је једноставан лучно засвођени пролаз кроз унутрашњи бедем, а ојачана је једном квадратном кулом смештеном са њене десне стране, гледано из града. Данас је у Турској позната као Кучум капија или капија напада/пробоја чиме се означава да су Османлије кроз њу продрле у град, рано изјутра у уторак 29. маја 1453. године. Иако се у византијско доба кроз њу није могло изаћи из града, током османског периода су бедеми запуштени, тако да данас кроз њу пролази асфалтирана улица која представља споредни излаз из града као алтернативу оближњој великој петљи код некадашње цивилне капије Светог Романа, која се налази нешто јужније. Поред капије је постављена спомен-плоча на којој је изгравирано да су кроз њу Османлије продрле у град.

#### Систем кула, капија и натписа
Теодосијеви бедеми почињу од Мермерне куле на обали Мраморног мора која је била царски летњиковац и место на коме се спајају морски и копнени бедеми. Од ње бедеми се крећу на север ка Златном рогу.
Непосредно после прве куле на унутрашњем бедему налази се прва војна капија позната и као Христова капија. На њу се наставља још шест кула, а седма кула формира југозападни ћошак тзв. Утврде Седам кула, чувеног затвора из османског периода. Између следеће две куле које су изграђене искључиво од мермера (без малтера) налази се бивши римски славолук који чини Златну капију. На њих се надовезује још једна кула (11.) која представља северни крај утврде Седам кула и уз њу се налази Орлова капија која је у византијско доба коришћена као јавни улаз у тај део града.
Од Орлове капије до друге војне капије простире се нови низ од 11 кула. На 8. кули у овом низу очувани су натписи о обнови за време царева Лава III и Константина V од 720. до 741. године. Натпис на 10. кули у овом низу бележи да ју је 1434. године обновио Јован VIII. На крају овог низа кула налази се друга војна капија (капија Деутероу,Београдска капија).
На простору између друге војне капије и Изворске капије простире се 13 кула. Натписе о обнови за владавине Лава III и Константина V од 720. до 741. године носе 3. и 4. кула, док је Јован VIII обновио 5.(1440),10.(1434) и 12.(1434). На крају низа се налази Изворска капија (капија Пеге,Силиври капија) на којој су очувани натписи о обнови Манојла Бријенија на јужној кули из 1438. године и из доба владавине Василија II (976—1025) и његовог брата Константина VIII (1025—1028) на северној кули. Кроз ову капију су никејске снаге под вођством Алексија Стратегопулоса ослободиле Цариград 25.08. 1261. године.
Потез од Изворске капије до капије Региум покрива 15 кула, међу којима се налази и трећа војна капија. На 2. кули налази се натпис о обнови за владе Лава III и Константина V од 720. до 741. године. Између 3. и 5. куле налази се мало увлачење бедема у град познато као Сигма, јер има облик грчког слова сигма (које подсећа на ћирилично слово С). Непосредно после Сигме налази се трећа војна капија (капија Теодосија II). На 10. кули у овом низу на натпису о обнови стоје имена Лава IV (775—780), Константина VI (780—797) и Ирене (797—802). Овај низ бедема завршава се капијом Региум (капија Црвених,капија Јени Мевлихане) на којој се налази већи број натписа о обнови.
Бедеми између капије Региум и четврте војне капије ојачани су са 8 кула. На 7. кули обновљеној током владавине Лава III и Константина V од 720. до 741. године, поред њихових имена урезана је молитва:
Христе Боже, Град овај сачувај нетакнут и рата ослободи га. Покори гнев непријатеља наших.
На 1. кули после четврте војне капије налази се натпис на камену (који помиње извесног Ђорђа) који је највероватније узет са неке од оближњих зарушених цркава током обнова које је спровео Јован VIII. После низа кула налази се капија Светог Романа у чијој је близини Константин Драгаш кренуо у свој последњи јуриш у зору 29.05. 1453. године у покушају да заустави продор Турака у град. Након Романове капије стиже се до пете војне капије на којој је очуван натпис о томе да ју је у 5. веку обновио Пусије.
На 8. кули која се налази између пете војне капије и капије Харсијус налазе се два натписа о обнови. Први за владе Јована VIII (1433) и други о обнови коју је спровео Манојло Јагари за владавине Константина Драгаша.
На једној од највиших тачака Цариграда (око 60 m нмв.) при врху шестог брежуљка налази се капија Харсиус (капија Полиандриу,Једренска капија) кроз коју је Мехмет Освајач направио свој победнички улазак у Цариград током поподнева 29. мај 1453. године. Од ње се простире низ од 9 кула на чијем се крају налази Циркуска капија (Ксилокеркоу капија или Керкопорта) кроз коју су Турци продрли у град.
Непосредно после ње налази крај Теодосијевих бедема на које се надовезује палата Порфирогенита од које почињу Влахернски бедеми као наставак копнених бедема.

### Морски бедем
Морски бедем Цариграда представља део комплекса Цариградских бедема који је опасивао Цариград у доба Византије са морске стране. Формира га бедем ојачан четвртастим кулама, а чине га два дела:
- Бедем на обали Златног рога
- Бедем на обали Црног мора

Данас скоро и да не постоји, пошто је његов огроман део уништен током дугог процеса изградње Цариграда у османлијско и турско доба, најбоље очувани део налази се на улазу у Босфор, испод комплекса османске Топкапи палате.

#### Прошлост морског бедема у Цариграду
Први бедем на морској обали је подигнут око 325. године по наредби Константина Великог (324—337) у доба подизања Новог Рима и сачињавао је јединствену затворену целину са тзв. Константиновим бедемом. Век касније, након градње тзв. Теодосијевих бедема морски бедем бива проширен да се повезао са новом линијом копнених бедема. Тај посао је по наредби Теодосија II (408—450) извео 439. године преторијански префект Истока Кир Панополит. Морски бедем је по изгледу подсећао на копнени део бедема, али је имао само једну линију бедема и био је нижи, јер Цариграду није претила опасност са мора пошто је Византија суверено владала Босфором и Дарданелима, а њена морнарица је представљала највећу поморску силу тог доба. Приликом здружене опсаде 626. године коју су извели Словени, Авари и Персијанци, словенска флота је блокирала град са мора. Уништење њеног већег дела лукавством Јермена насељених у Цариграду, довело је до распада аварскословенског савеза и подизања опсаде.
Опадање моћи византијске флоте на мору и успон Сарацена који успешно пљачкају по Средоземљу, приморавају Анастасија II (713—715.) да изврши обнову морског бедема током своје кратке владе. Стотинак година касније Михајло II (820—829.) отпочиње велику обнову морских бедема, коју је довршио његов наследник Теофило (829—842.). Током радова изведених под Теофилом бедем је повишен, а у његовом склопу изграђен је и дворац Букелеон, који ће се касније наћи у склопу Великог Дворца.
Слабост морског бедема у односу на копнене бедеме, показала се током крсташких опсада Цариграда током 1203. и 1204. године када су крсташи IV крсташког похода уз помоћ Млечана два пута преко морског бедема на обали Златног рога продрли у град, заузевши га:
1. 1203. године у име Исака II (1185—1195, 1203.-1204) и Алексија IV Анђела (1203—1204)
2. 1204. године у своје име срушивши Византију и створивши на њеним темељима Латинско царство.

Последица ових освајања града, као и стравично пљачкање и иживљавање над становништвом које их је пратило, било је стварање великог страха међу Византинцима од слабости морских бедема што је за последицу имало хитне оправке прво морског бедема кад год би се указала опасност пред Цариградом.
Непосредно након ослобођења Цариграда и обнове Византије 1261. године Михајло VIII Палеолог ((1259) 1261—1282) је у страху од западне интервенције, првенствено Карла I Анжујског спровео последњу фазу у градњи морског бедема. Бедем је том приликом додатно повишен и подебљан. После избијања сукоба са Ђеновљанима у Пери 1351. године и покретања флоте Ђеновљанске републике ка Цариграду извршена је велика обнова зарушених делова бедема.
Током последње опсаде Цариграда и његовог коначног пада 1453. године мали део борбе водио се на морском бедему. Први разлог томе је појава тешког артиљеријског оружја којим је дејствовано по копненим бедемима због чега је Мехмед II (1451—1481) своје трупе концентрисао на њих. Други разлог је премоћ коју је малобројна, али способнија мешовита (византијска, ђеновљанска и млетачка) флота имала над османлијском у Златном рогу. Без обзира на то ефекат освајања Цариграда из 1204. године и даље је био велики, јер је становнике захватио потпуни ужас када су једног јутра у Златном рогу угледали османску флоту која је помоћу балвана по Мехмедовој наредби превучена преко копна из Босфора. Последњи византијски цар Константин Драгаш (1449—1453) је одбрану морског бедема на обали Златног рога поверио морнарима са Крита који су таквом жестином бранили поверени бедем чак и након пада већег дела града и погибије Драгаша, да су Османлије овладале тим бедемом тек када су се споразумеле са Крићанима да они могу на миру и под оружјем, да на својим бродовима напустите град.

#### Изглед бедема
Морски бедем чини једноструки бедем ојачан са 298 кула, укупне дужине око 14.5km са 30 капија. Простире се од Дрвене капије (грч. Xyloporta) у Влахернском бедему на обали Златног рога преко рта светог Димитрија (Сераглио) до Мермерне куле на обали Црног мора. Сам бедем се састоји од два дела која се спајају на улазу у Босфор односно на рту светог Димитрија (Сераглио):
- Бедем на обали Златног рога
- Бедем на обали Црног мора

Посебан сегмент морског бедема сачињавају његови делови који су опасивали Царигрдска пристаништа.

##### Бедем на обали Златног рога
Бедем на обали Златног рога није подигнут на самој обали мора већ је од ње удаљен око 40m. Висина му је око 10m и простире се 5.6km у дужину са 17 капија, а ојачан је са 110 кула.
Списак капија, полазећи од рта светог Димитрија (Сераглио):
1. Евгенијева капија (грч. Pylē Evgeniou) или Мермерна капија, тур. .
2. Бонова капија.
3. Капија Неорион (грч. Pylē Neōriou, Капија Бродоградилишта) или капија Ораја(грч. Ōraia Pylē, Красна капија).
4. Капија Иканатиса (грч. Porta Ikanatissēs).
5. Капија светог Марка(грч. Porta Agiou Markou) или Јеврејска капија, тур. .
6. Капија Пераме (грч. Pylē Peramatos).
7. Капија светог Јована Корнишког
8. Капија Друнгарија (грч. Pylē Drouggariōn), тур. .
9. Капија Ајазма(?)
10. Капија Платеја (грч. Pylē Plateias), тур. .
11. Капије еје Пеге (грч. Pylē eis Pēgas).
12. Капије свете Теодосије (грч. Pylē Agias Theodosias), тур. .
13. Капија Дексиократ (грч. Pylē Dexiokratous), тур. .
14. Капија Петриона (грч. Pylē Petriou), тур. .
15. Капија Фанара (грч. Pylē Fanariou), тур. .
16. Капија Бахит
17. Капија Василиска (Царева) (грч. Vasilikai Pylai), тур. Balat Kapı (Дворска капија).
18. Капија Кинегоу (грч. Pylē Kynēgou, Ловчева Капија).
19. Капија свете Анастасије (грч. Pylē Agias Anastasias).
20. Капија Коиломена (грч. Koiliōmenē Porta), тур. .

##### Бедем на обали Црног мора
Бедем на обали Црног мора је подигнут на самој обали са темељима у мору. Висина му је између 12m и 15m и простире се 9km у дужину са 10 великих и 3 мале капије, а ојачан је са 188 кула. У склопу овог дела бедема налазе се и два дворца:
- Дворац Букелеон
- Дворац Мангана

Списак капија, полазећи од Мермерне куле:
1. Капија светог Јована Студијског (грч. Pylē Agiou Iōannou tou Stouditou), (тур. Narli Kapı,Капија Ружа).
2. Капија Псаматије (грч. Porta Psamatheos), тур. .
3. Капија светог Емилијана (грч. Pylē Agiou Aimilianou), тур. .
4. Капија Влага (грч. Porta Vlaggas).
5. Капија Контоскалиона (грч. Porta Kontoskaliou), тур. .
6. Гвоздена капија.
7. Капија Бика и Лава (грч. Porta Vōos kai Leontos) односно капија Букелеон (грч. Porta Voukoleōn), тур. .
8. Безимена капија на јужном делу комплекса Великог Двора, тур. .
9. Безимена капија на источном делу комплекса Великог Двора, тур. .
10. Капија светог Лазара (грч. Porta Agiou Lazarou).
11. Мала капија Одегетрије (грч. Porta tēs Odēgētrias).
12. Мала капија протовестијара Михајла (грч. Porta Mikhaēl Prōtovestiariou), тур. .
13. Источна капија (грч. Eōa Pylē) или капија свете Варваре (грч. Pylē Agias Barbaras), тур. .

## Материјали коришћени у градњи Цариградских бедема
За изградњу бедема коришћена је комбинација камених блокова са циглама, док је као везиво коришћен кречни малтер. Поред тога, доста често је у градњи коришћен мермер који је узиман са рушевина из доба антике којих је било по граду или из каменолома са обала Мраморног мора који су њиме, очигледно, били богати.
Камени блокови су рађени од терцијарног кречњака вађеног у каменоломима, који су се налазили око 5km западно од Златне капије. Цигле су печене у близини града, иако до данас нису пронађени остаци циглана из доба Византије. Дужина цигала је варирала од 30cm до 36cm са око 6cm у ширину. На њима се понекад могло видети име њиховог ктитора, произвођача или тренутног цара. Малтер је прављен мешањем креча са комадићима или прашином насталим од цигала. Сам малтер је након сушења, постајао је веома тврд.
Сам зид је грађен од спољашњег и унутрашњег дела. Са спољних страна се налази десет редова материјала:
- 9 редова камених блокова
- 1 ред у коме се налази 5 редова цигала.

Унутрашњост зида је испуњена деловима цигала и камених блокова повезаних малтером.

## Хронологија најзначајнијих догађаја
- 324. Константин Велики оснива Константинопољ као Нови Рим
- 325. Окончана градња заштитног бедема новог града, знаног као Константинов бедем
- 378. Битка код Хадријанопоља
- 405. Антемије, преторијански префект Истока, отпочиње градњу нових бедема ради проширивања површине града

- 408. Теодосије II ступа на власт
- 413. Завршена је градња нових спољашњих бедема, знаних као Двоструки бедеми Теодосија II
- 447. Велики земљотрес разара бедеме, након чега су поправљени и појачани трећом линијом уз шанац
- 626. Велика опсада Цариграда од стране Авара и Персијанаца
- 627. Ираклије проширује бедеме на Влахерну, подигавши тзв. Ираклијев бедем
- 674—678. Прва арапска опсада Цариграда
- 714. Друга арапска опсада Цариграда
- 813. Лав V Јерменин ојачава Влахернски бедем
  - 813. Крумова опсада Цариграда
- 860. Руска опсада Цариграда
- 1043. Георгије Маниакис напада Цариград
- 1047. Лав Торникис опседа Цариград
- 1071. Битка код Манцикерта
- 1081. Алексије I Комнин улази у Цариград и преузима власт
- 1097. Први крсташки поход пролази кроз Цариград
- 1143—1180. Манојло Комнин довршава Влахернски бедем
- 1203—1204. Крсташи IV крсташког похода освајају Цариград
- 1261. Михајло VIII Палеолог ослобађа Цариград и обнавља Византију
- 1345. Значајна обнова копнених бедема
- 1351. Обнова морских бедема
- 1389. Битка на Косову пољу
- 1390. Јован VII уз помоћ Бајазита заузима Цариград и власт, користећи по први пут барут у борбама око Цариграда
- 1396. Прва турска опсада Цариграда под Бајазитом
  - 1396. Битка код Никопоља
- 1422. Друга турска опсада Цариграда под Муратом II
- 1444. Битка код Варне
- 1453. Турци освајају Цариград

## Цариградски бедеми данас
Данас је копнени део бедема једини остао у свом приближном стању и спорадично се ради на његовој рестаурацији и конзервацији као дела светске културне баштине. Морски бедем на Златном рогу практично не постоји. Ту и тамо има остатака морских бедема на обали Мраморног мора.